# Sushmita Sen
Sushmita Sen (Hyderabad, 19 novembre 1975) è un'attrice e modella indiana.
Ha vinto Miss India nel 1994, sconfiggendo Aishwarya Rai e nello stesso anno anche Miss Universo.
A Bollywood ha vinto svariati premi, tra cui i Filmfare Awards come Miglior Attrice non protagonista nel 1999 per il film Biwi No.1.

## Filmografia parziale
- Mudhalavan (item number "Shakalaka Baby") (1999)
- Biwi No.1 (1999)
- Nayak (item number "Shakalaka Baby") (2001)
- Filhaal... (2002)
- Main Hoon Na (2004)
- Bewafaa (2005)
- Zindaggi Rocks (2006)